# Heubécourt-Haricourt
Heubécourt-Haricourt è un comune francese di 471 abitanti situato nel dipartimento dell'Eure nella regione della Normandia.

## Società

### Evoluzione demografica
Abitanti censiti